# Oranit
Oranit (hebräisch אורנית) ist eine israelische Siedlung im Westjordanland mit 9.178 Einwohnern (Stand: Januar 2022). 2017 betrug die Einwohnerzahl 8.655.
Die Siedlung wurde 1984 gegründet und liegt in der Region Samaria im Bezirk Tulkarem.

## Geografische Lage
Die Gemeinde Oranit liegt an den westlichen Hängen der Semiria-Berge. Sie liegt nördlich der Stadt Rosch haAjin und südlich der Städte Hod haScharon und Kfar Saba. Oranit befindet sich direkt an der Grünen Linie in den Grenzen von 1967 und wird sich innerhalb der Israelischen Sperranlagen befinden. Der Name der Gemeinde lässt sich auf die Kiefernwälder westlich der Siedlung zurückführen.
|                | Tulkarem     | Nablus          |
| Tel Aviv 20 km |              |                 |
| Ramla          | Rosch haAjin | Jerusalem 60 km |

## Geschichte
| Jahr | Einwohner | Steigerung |
| ---- | --------- | ---------- |
| 1985 | 230       | --         |
| 1986 | 618       | 166 %      |
| 1987 | 1.100     | 78 %       |
| 1988 | 1.600     | 45 %       |
| 1989 | 1.910     | 19 %       |
| 1990 | 2.240     | 17,28 %    |
| 1995 | 4.050     | 80,80 %    |
| 2000 | 5.070     | 25,19 %    |
| 2005 | 5.500     | 8,48 %     |

Oranit wurde 1983 von dem Privatunternehmen „Delta Company“ gegründet. 1985 zogen die ersten Siedler in den Ort. Die Siedlung erhielt 1990 den offiziellen Gemeindestatus und hat seitdem einen selbstständigen Gemeinderat.
Nach einem Bericht der israelischen Organisation Schalom Achschaw befinden sich 53,87 % des Landes, auf dem die Siedlung errichtet wurde, in palästinensischem Privatbesitz; auch nach israelischer Rechtsauffassung hätte auf diesem Land nicht gebaut werden dürfen.
Am 19. September 2001 wurde Oranit von einem Bombenanschlag betroffen. Eine Bombe traf ein Fahrzeug der Sicherheitskräfte in Oranit und verwundete zwei Personen.

## Persönlichkeiten
- Shahak Shapira (* 1988), Künstler, Satiriker und Comedian, aufgewachsen in Oranit